# Barbara Valmorin
Barbara Valmorin nome d'arte di Agata Bibolotti (Bari, 30 gennaio 1939 – Roma, 15 luglio 2019) è stata un'attrice italiana.

## Biografia
Nata a Bari da padre toscano, Almo, e da madre ligure, Rosetta, dopo essersi diplomata al Liceo classico Orazio Flacco di Bari, va a vivere a Parigi dove si forma frequentando il Cours d’art dramatique René Simon. Ed è a Parigi che diretta da Luchino Visconti, debutta a teatro in Dommage qu'elle soit une putain. 
Nel 1962, ritorna in Italia dove ha la fortuna di lavorare con Eduardo De Filippo (Il contratto, 1967) e Antonio Calenda ("Il desiderio preso per la coda" di Pablo Picasso). In quegli anni, la sua carriera si divide tra l'impegno teatrale e quello legato alle interpretazioni di ruoli per la radio o la televisione; il suo esordio sul grande schermo nel film Senza sole né luna di Luciano Ricci, risale al 1964. 
Alla fine degli anni ’60, il felice incontro con Luca Ronconi la condurrà a un lungo sodalizio con il regista. Era il 1970 quando, sostituendo Edmonda Aldini nella tournée all’estero dell’"Orlando Furioso", Barbara Valmorin interpreta Alcina e Bradamante. Seguono altri importanti spettacoli, sempre con la regia di Ronconi: XX da la Roue, Caterina di Heilbronn e l’Orestea, la trilogia di Eschilo in cui l’attrice interpreta la Pizia nelle Eumenidi ed è nel coro delle Coefore. 
Negli anni ‘70, l’attrice inizia a lavorare con registi quali Aldo Trionfo, Giancarlo Cobelli (La figlia di Iorio, Soprannaturale, potere, violenza, erotismo in Shakespeare) e Lorenzo Salveti: il legame professionale con il regista durerà circa dieci anni, durante i quali l'attrice interpreterà ruoli molto impegnativi in Lulu, Strindberg contro, Macbeth, Commedia delle parole e A caso. 

Per Barbara Valmorin, entrare nelle viscere del testo, ‘scarificarlo’ per riuscire a trasmettere emozioni, era del tutto naturale. A proposito di "Stadelmann", portato in scena da Marcucci nel ’90 e del quale Barbara era l’interprete accanto a Tino Schirinzi, Claudio Magris scrive: 
Va detto che Barbara era molto apprezzata da intellettuali quali Franco Quadri, Giuseppe Farese, Valentino Parlato, Gian Piero Bona, alcuni dei quali suoi cari amici, altri, interlocutori privilegiati. Scrive di lei il critico e scrittore Gianfranco Capitta: 
(Gianfranco Capitta)
Il suo spirito critico, il suo rigore, il suo amore per la cultura ‘salvifica’, la conducevano non solo a spaziare dalla letteratura, in particolare tedesca e mitteleuropea, all’arte e alla musica, ma soprattutto a scandagliare nuovi territori e linguaggi della drammaturgia. 
Barbara amava i giovani e spesso capitava di incontrare a casa sua attori, registi, autori di un’altra generazione che con lei entravano in perfetta sintonia. Così, nel 1981, Barbara conosce Annibale Ruccello. E come racconta il regista Mario Scandale,  nei due giorni in cui era ospite a casa dell’attrice, Ruccello scrive per lei Weekend, un’opera ancora oggi rappresentata. Intervistata da Rita Picchi sulla genesi del testo, Barbara Valmorin dice: 
(Barbara Valmorin)
. 
Il testo di Ruccello, attraverso una meticolosa attenzione al malessere quotidiano di Ida, una professoressa di liceo napoletana trapiantata a Roma, raggiunge l’atmosfera di un racconto noir.
La prima messa in scena risale al 1983 (Teatro dell'Orologio di Roma), con la regia di Marco Gagliardo. L’attrice interpreterà il personaggio di Ida ancora tre volte: nel 1986, con la regia dello stesso autore (Teatro Nuovo di Napoli), nel 1994, riportata in scena da Lamanna al Festival di Todi e nel 1995, diretta da Daniele Segre. Gianfranco Capitta, ricordando Barbara scrive: 
(Gianfranco Capitta)
Tra gli anni ’80 e ‘90, l’attrice entra a far parte di numerose compagnie teatrali, lavorando con Glauco Mauri, Roberto Herlitzka, Carlo Cecchi, Elisabetta Pozzi, Anna Proclemer e diretta da registi quali Franco Branciaroli, Ugo Gregoretti, Gabriele Lavia, Egisto Marcucci, Furio Bordon, Walter Le Moli, Massimo Castri, per citarne solo alcuni. Nel 1996, con Donna Rosita nubile o il linguaggio dei fiori, ha inizio il sodalizio con Cesare Lievi che continuerà fino al nuovo millennio, con Il nuovo inquilino di Eugène Ionesco: in quegli stessi anni, Barbara Valmorin si lega all'attore e regista Renato Carpentieri, all’epoca direttore del gruppo di sperimentalismo teatrale Libera Scena Ensemble. Diretta dalla stesso Carpentieri, nel 1996 interpreta Medea di Christa Wolf, personaggio che diventa il paradigma della ‘diversità’ e nel 1998, Commedia delle parole di Schnitzler. 
Un altro momento importante nella carriera dell’attrice è Vecchie, scritto e diretto da Daniele Segre: presentato alla Mostra del cinema di Venezia (2002, sezione Nuovi Territori) e all'Annecy cinéma italien di Annecy, il film vale il premio per la migliore interpretazione femminile sia a Barbara Valmorin (Agata) che alla sua amica e collega Maria Grazia Grassini (Letizia), coautrici del testo. Nel 2003, la pellicola diventa uno spettacolo teatrale, Vecchie, vacanze al mare. Sul piano professionale, questi sono anni molto intensi: l’attrice lavora con Nekrošius per l’unico spettacolo con attori tutti italiani che il regista lituano abbia portato sulle scene, Ivanov, nel quale interpreta la madre; è accanto a Massimo Popolizio nel Riccardo III di Arpád Schilling e Luca Ronconi la chiama ad interpretare la governante Puta in Peccato che sia una puttana di Ford, ruolo per il quale le viene assegnato il Premio Ubu.
Diretta dal regista Werner Waas, nel 2007 è Renata nell’omonima pièce scritta da Paolo Musio che dichiara di essersi ispirato a Barbara per il suo racconto. E in Renata si ritrova anche lo scontro tra la sua generazione e i giovani, troppo rassegnati e passivi dinanzi alla deriva della politica e al dilagare dell’ignoranza. Barbara/Renata 
(Andrea Porcheddu)
Come Renata, Barbara era una pasionaria: la passione si declinava tanto nella sua arte, quanto nella sua ‘lotta continua’ per cambiare le cose, nella politica della quale tutto il suo quotidiano era intriso. Da vera militante, la Valmorin ha attivamente partecipato all’autogestione del Teatro Valle, credendo nell’urgenza di risolvere i problemi del teatro italiano. Mario Martone, la racconta così: 
(Mario Martone)
E tanto forte era la sua convinzione che impegno e onestà danno valore all’esistenza, quanto pungente era l’indignazione per l’opportunismo dei più. Quasi tutti gli spettacoli che l’attrice ha scelto di fare negli ultimi dieci anni della sua carriera, s’interrogano su temi cruciali del contemporaneo quali il ruolo della donna, del successo, l’eutanasia, l'incomunicabilità, il significato dell’esistenza: per citarne solo alcuni, Il sole dorme di Sonia Antinori e Report di Beppe Bigoni; Keely and Du di Jane Martin; Auntie and me di Morris Panych, La gabbia III: versione dei fatti di Stefano Massini. 
Nelle Operette morali, Mario Martone, affida a Barbara Valmorin cinque diversi ruoli: l’attrice interpreta con Renato Carpentieri il Dialogo di Plotino e di Porfirio, è accanto a Franca Penone nel Dialogo della moda e della morte, nel Dialogo della Terra e della Luna e in quello della natura e di un’anima, mentre è con Maurizio Donadoni e Marco Cavicchioli, nel Dialogo della natura e di un islandese. Dopo il debutto a Torino nel 2011, viene rappresentato al Théâtre de la Ville di Parigi e nel 2013, nei maggiori teatri italiani. E Martone scrive dell'attrice:
(Mario Martone)

E a proposito della sua interpretazione nelle Operette morali, il regista dice di lei: 
(Mario Martone)
Nel 2013, Stefano Massini prepara per Barbara Valmorin l’adattamento teatrale del romanzo La porta. L’attrice ne parlava come di un progetto fondamentale per lei, tanto da contattare Magda Szabó e da ricevere dalla scrittrice “l’investitura – umana e artistica – per portare in scena il testo”. Probabilmente in Emerenc, la protagonista del romanzo, Barbara aveva in qualche modo trovato una parte della sua personalità: così singolare e fuori dagli schemi e, come scrive l’autrice del post su Le vie dei festival, ‘emblema dell’ombrosità, eppure impeccabile in tutto quello che fa. Emerenc che mantiene una distanza di sicurezza fra sé e gli altri. La porta ci consegna una verità che forse riguarda anche Barbara, “la porta è l’emblema della difficoltà di trovare l’equilibrio fra affetto e premura, fra amare qualcuno e consentirgli di essere se stesso, senza doverlo a tutti i costi controllare”. 
Nel 2015, l’ultimo testo che Barbara Valmorin interpreta è "I taccuini di Mosella Fitch", scritto da Massini, il racconto di una donna ribelle, fuori dagli schemi e istintivamente avversa all’ipocrisia che ha consegnato l’essenziale del suo stare al mondo ai suoi taccuini. Come scrive Giulia Sonno di Mosella: “Un animo irresistibilmente anarchico il suo, che sovverte difficoltà e tragedie facendosi beffe di tutti: delle convenzioni, dei sentimenti e di se stessa.”
E ancora, citando Mario Martone: 
(Mario Martone)

## Teatro (parziale)
1970
- L'Orlando furioso di Ludovico Ariosto, regia Luca Ronconi - Cooperativa Teatro Libero.
- La tragedia del vendicatore di Thomas Middleton, regia Luca Ronconi con Edmonda Aldini, Maria Grazia Grassini, Liù Bosisio, Ottavia Piccolo

1971
- XX da La Roue di Rodolfo Wilcock, regia Luca Ronconi

1972
- Das Kätchen von Heilbronn di Heinrich Von Kleist (Zurigo)
- Orestea, regia Luca Ronconi.
- La figlia di Iorio di Gabriele D'Annunzio, regia Giancarlo Cobelli - Teatro Stabile d’Abruzzo

1974
- Soprannaturale, potere, violenza, erotismo in Shakespeare, regia Giancarlo Cobelli

1976
- Edipo a Colono, traduzione Marcello Gigante, regia Aldo Trionfo
- La Venexiana, di autore anonimo del ‘500, regia Lorenzo Salveti - Teatro Stabile di Torino
- Amor circulus est bonus Dialogo dei dialoghi sulle virtù della rotazione d’amore, elaborazione di Flavio Ambrosini e Vittorio Sermonti da autori vari (da Platone a William Butler Yeats), regia di Lorenzo Salveti

1977
- Lulu di Franz Wedekind, adattamento di Roberto Lerici, regia Lorenzo Salveti
- Strindberg contro da Inferno di August Strindberg, di Mario Moretti, regia Lorenzo Salveti

1978
- Macbeth, regia Lorenzo Salveti

1979
- Opera (musiche di Luciano Berio) regia Luca Ronconi - Lione

1980
- II bagno di Diana (omaggio a Pierre Klossowski) scritto e diretto da Giorgio Marini – Cooperativa Teatromusica/Eti Ente Teatrale Italiano

1983
- Weekend di Annibale Ruccello

1986
- La commedia delle parole di Arthur Schnitzler, regia Lorenzo Salveti
- La Pamela di Carlo Goldoni, regia Beppe Navello - Teatro Stabile di Torino

1989
- Riccardo III, regia Gabriele Lavia - Teatro Stabile del Friuli Venezia Giulia

1991
- Aminta di Torquato Tasso, regia Daniela Ardini - Centro Studi sul Teatro Medioevale e Rinascimentale e Associazione Culturale Lunaria

1992
- I giganti della montagna di Luigi Pirandello, regia Walter Le Moli - Stabile di Parma.
- Oblomov di Ivan Goncarov, adattamento e regia Furio Bordon – Teatro stabile Friuli-Venezia Giulia

1994
- UOMO = UOMO di Bertolt Brecht, regia Werner Waas
- Ecuba, traduzione di Raboni, Massimo Castri - Produzione Tetro di Roma

2002
- Vecchie, testo e regia di Daniele Segre
- Ivanov di Anton Čechov, regia Eimuntas Nekrosius - Teatro Biondo Stabile di Palermo.

2003
- Riccardo III di William Shakespeare, traduzione di Rodolfo Juan Wilcock regia e adattamento Árpád Schilling - Piccolo Teatro di Milano
- Peccato che sia una puttana di John Ford, regia Luca Ronconi

2004
- Le voci di dentro di Eduardo De Filippo, regia Alfonso Santagata

2007
- Tre sorelle di Anton Čechov, regia Massimo Castri - Teatro di Roma.

2008
- La gabbia 3: versione dei fatti, scritto e diretto da Stefano Massini - in coproduzione con Festival Quartieri dell’Arte
- Keely and Du di Jane Martin traduzione Filippo Taricco, regia Beppe Rosso - Teatro Stabile di Torino

2010
- Auntie and me di Morris Panych, traduzione Valentina Rapetti, regia Fortunato Cerlino

2011
- Le operette morali, dramaturgia di Ippolita di Majo adattamento e regia Mario Martone

2013
- La porta, riduzione per la scena Stefano Massini dal romanzo di Magda Szabó, regia Pia Di Bitonto – TSI La Fabbrica dell'Attore.

2015
- I taccuini di Mosella Fitch, di Stefano Massini, regia Pia Di Bitonto.

## Filmografia
- Senza sole né luna, regia di Luciano Ricci (1964)
- Pasqualino Settebellezze, regia di Lina Wertmüller (1975)
- Il bagno, regia di Ugo Gregoretti - cortometraggio (1972)
- L'aria serena dell'ovest, regia Silvio Soldini (1990)
- Il caso Martello, regia Guido Chiesa (1991)
- Manila Paloma Blanca, regia Daniele Segre (1992)
- Vecchie, regia di Daniele Segre (2002)
- L'amico di famiglia, regia di Paolo Sorrentino (2006)
- L'ora di punta, regia di Vincenzo Marra (2007)
- La pecora nera, regia di Ascanio Celestini (2010)
- Arance & martello, regia di Diego Bianchi (2014)

## Riconoscimenti
- Annecy cinéma italien 2002 – migliore interprete femminile per Vecchie[8]
- Premio Ubu 2003 – migliore attrice non protagonista per Peccato che sia una puttana
- Premio Ubu 2011 – migliore attrice non protagonista per Le operette morali